# Prima o poi divorzio!
Prima o poi divorzio! o Doppia coppia (Yes, Dear) è una serie televisiva statunitense in onda per sei stagioni, dal 2000 al 2006, e trasmessa sul canale CBS.

## Trama
Los Angeles, California, Stati Uniti. Greg Warner è un produttore esecutivo di cinema e Kim Warner una casalinga, madre di Sammy e successivamente di Emily. La sorella di Kim, Christine e suo marito Jimmy Hughes, insieme ai loro due figli, Dominic e Logan, vivono nella casa degli ospiti dei Warner, dove lo stile di vita bizzarro e disinvolto degli Hughes, va in contrasto con quello più tirato e snob di Greg. Le storie ruotano attorno alla crescita dei figli, il lavoro (specialmente dopo che Greg fa assumere Jimmy agli studios cinematografici come guardia di sicurezza), il sesso, e spesso vede i quattro adulti scontrarsi in coppie gli uni contro gli altri - come quando Jimmy e Greg cercano di manipolarsi l'un l'altro, o le rispettive mogli, o viceversa. In aggiunta, Jimmy diventa il centro delle situazioni più assurde e divertenti della serie.
Sul finire della quinta stagione, gli Hughes hanno abbastanza soldi da poter abbandonare finalmente la casa degli ospiti e per comprare la casa accanto e i Warner sono costretti a trasferirsi da loro in una situazione capovolta che ricopre l'inizio della sesta stagione. Tuttavia Savitsky fa un accordo con uno studio cinematografico giapponese e riassume Greg in modo che i Warner possono tornare nuovamente ad abitare nella loro casa. Nell'ultima scena dell'episodio finale, un terremoto colpisce Los Angeles: la casa dei Warner subisce danni minimi, ma gli Hughes hanno più sfortuna e la serie si conclude con la famiglia che si presenta alla porta dei Warner chiedendo se la casa degli ospiti sia ancora disponibile.

## Episodi
| Stagione         | Episodi | Prima TV originale | Prima TV Italia |
| ---------------- | ------- | ------------------ | --------------- |
| Prima stagione   | 24      | 2000-2001          | 2004            |
| Seconda stagione | 24      | 2001-2002          | 2006            |
| Terza stagione   | 24      | 2002-2003          | 2006            |
| Quarta stagione  | 24      | 2003-2004          | 2006            |
| Quinta stagione  | 11      | 2005               | 2006-2007       |
| Sesta stagione   | 15      | 2005-2006          | 2007-2009       |

## Personaggi e interpreti
- Greg Warner, interpretato da Anthony Clark, doppiato in italiano da Riccardo Niseem Onorato.
È un produttore esecutivo di cinema.
- Kim Warner, interpretata da Jean Louisa Kelly, doppiata in italiano da Barbara De Bortoli.
È una casalinga e madre di Sammy, e successivamente di Emily.
- Sammy Warner
- Emily Warner
- Christine Hughes, interpretata da Liza Snyder, doppiata in italiano da Giuppy Izzo.
- Jimmy Hughes, interpretato da Mike O'Malley, doppiato in italiano da Stefano Benassi (st. 1) e da Franco Mannella (st. 2-6)
- Dominic Hughes, interrpetato da Joel Homan.
- Logan Hughes, interpretato da Brendon Baerg.

## Colonna sonora
La canzone della sigla s'intitola Family is Family ed è scritta ed eseguita da Bill Janovitz.

## Distribuzione
La serie venne trasmessa negli Stati Uniti a partire dal 2 ottobre 2000 dall'emittente teleivsiva CBS, dove rimase in onda per sei stagioni fino al 15 febbraio 2006.
Al termine della quarta stagione, la CBS mise in pausa il programma, ma alla fine ordinò una quinta stagione di 13 episodi. Ci fu una nuova impennata di ascolti e quindi venne ordinata anche una sesta stagione di 22 episodi. Due episodi della quinta stagione non vennero trasmessi, ma furono recuperati durante la messa in onda della sesta stagione che però, nel frattempo, fu decurtata a 13 episodi anziché 22, dopodiché fu cancellata, lasciando lo show senza una vera conclusione.
In Italia la prima stagione venne trasmessa da Canale 5 con il titolo Doppia Coppia (con il quale venne trasmessa anche in Svizzera su RSI LA1) dall'8 maggio al 25 luglio 2004 e in seguito dal 5 giugno all'11 agosto 2006, con le stagioni 2-4 inedite, più qualche episodio della quinta stagione, su Italia 1. In seguito i restanti episodi inediti della quinta e sesta stagione vennero trasmessi l'estate successiva del 2007 sempre su Italia 1, che ne ha interrotto la messa in onda a soli 9 episodi dalla fine. Questi ultimi episodi furono successivamente trasmessi dal 5 al 10 gennaio 2009.

## Accoglienza
La serie, al suo esordio, fu definita dalla critica "la peggiore sit-com della stagione" e candidata, quindi, ad essere il primo show ad essere cancellato quell'anno; tuttavia gli ascolti furono incredibilmente solidi, nonostante i vari spostamenti di palinsesto, e fu una certezza per la CBS durante i successivi anni.